# 근동

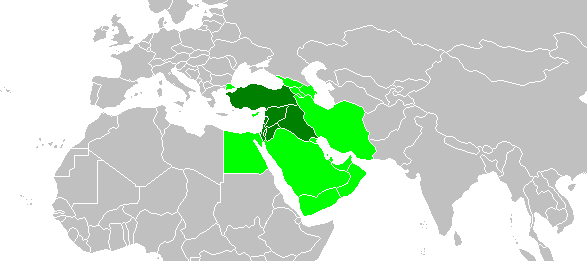
현대 고고학과 역사학에서의 근동
넓은 의미의 근동

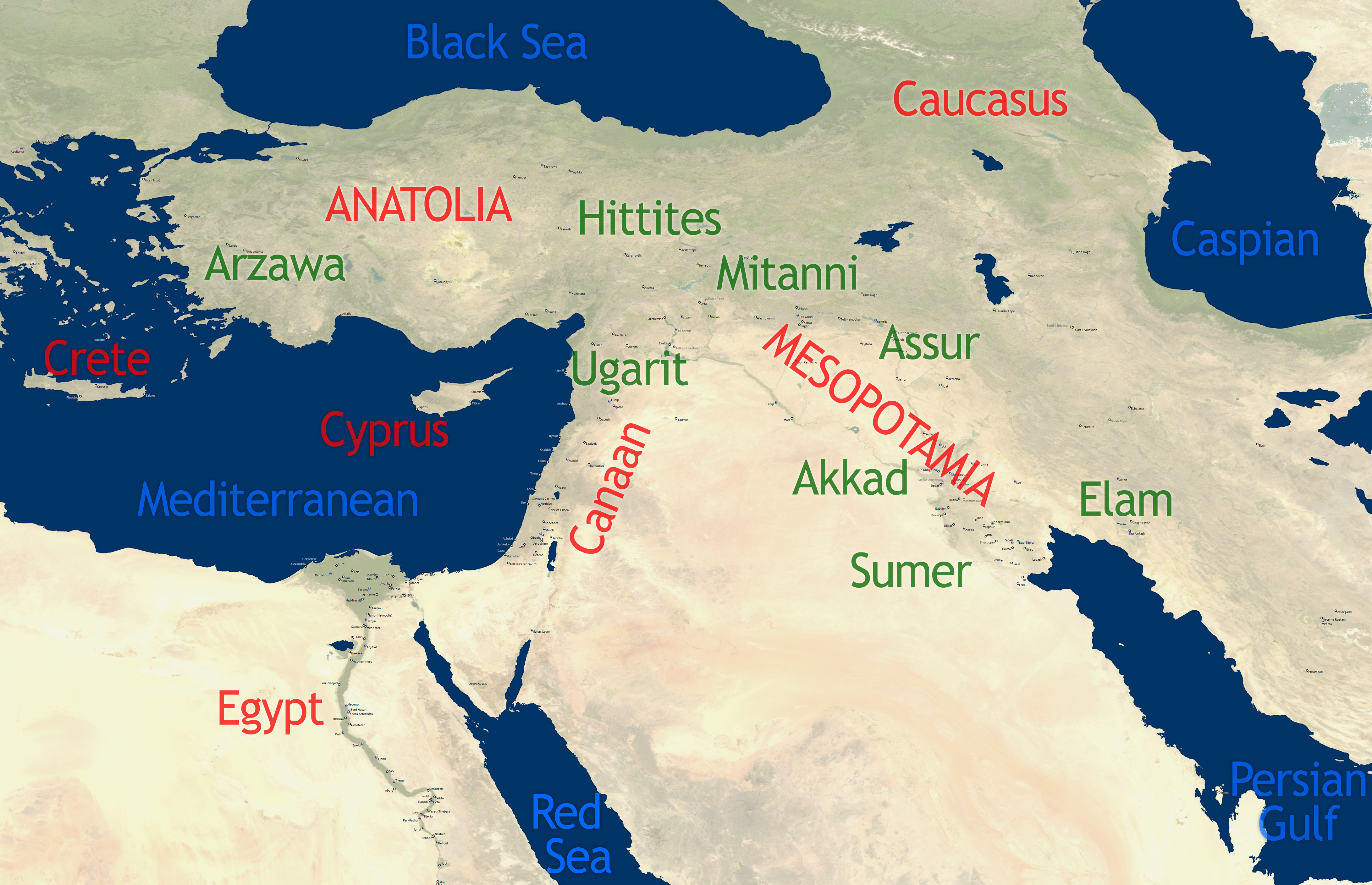
고대 근동

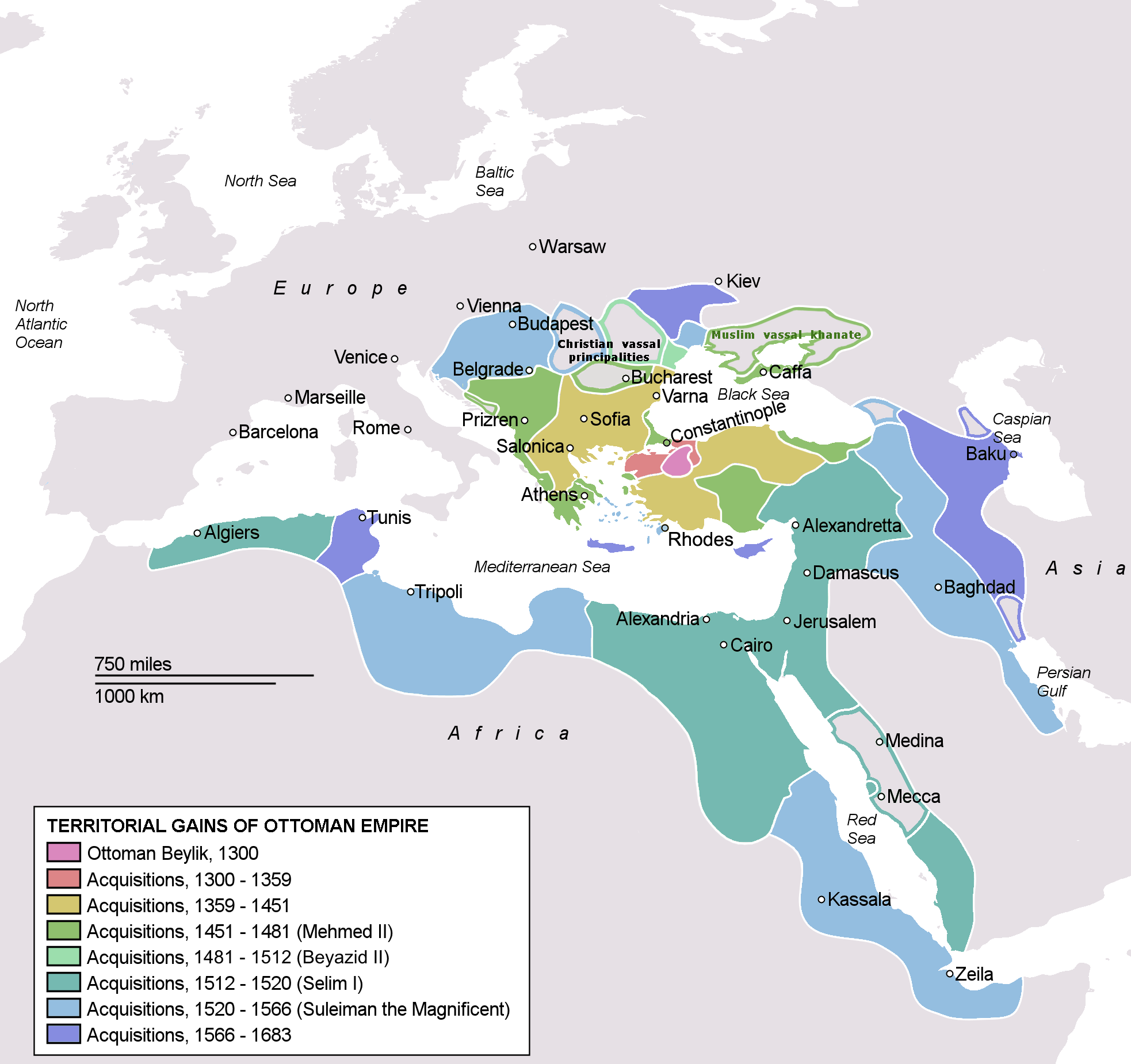
원래의 의미의 근동, 즉, 오스만 제국의 최대 영토를 가리키는 말로서의 근동: 오스만 제국은 1683년에 최대 영토를 가졌다

근동(近東, 영어: Near East)은 아나톨리아와 레반트, 메소포타미아 등 유럽과 가까운 서아시아 지역을 부르는 말이다.
근동은 원래 오스만 제국(1299~1922)의 최대 영토(1683년)를 가리키는 말이었으나 현대 고고학과 역사학에서 정의하는 근동은 대체로 이보다 좁은 지역이다.

## 같이 보기
- 서아시아
- 중동
- 극동
- 오리엔트